# 기반 시설

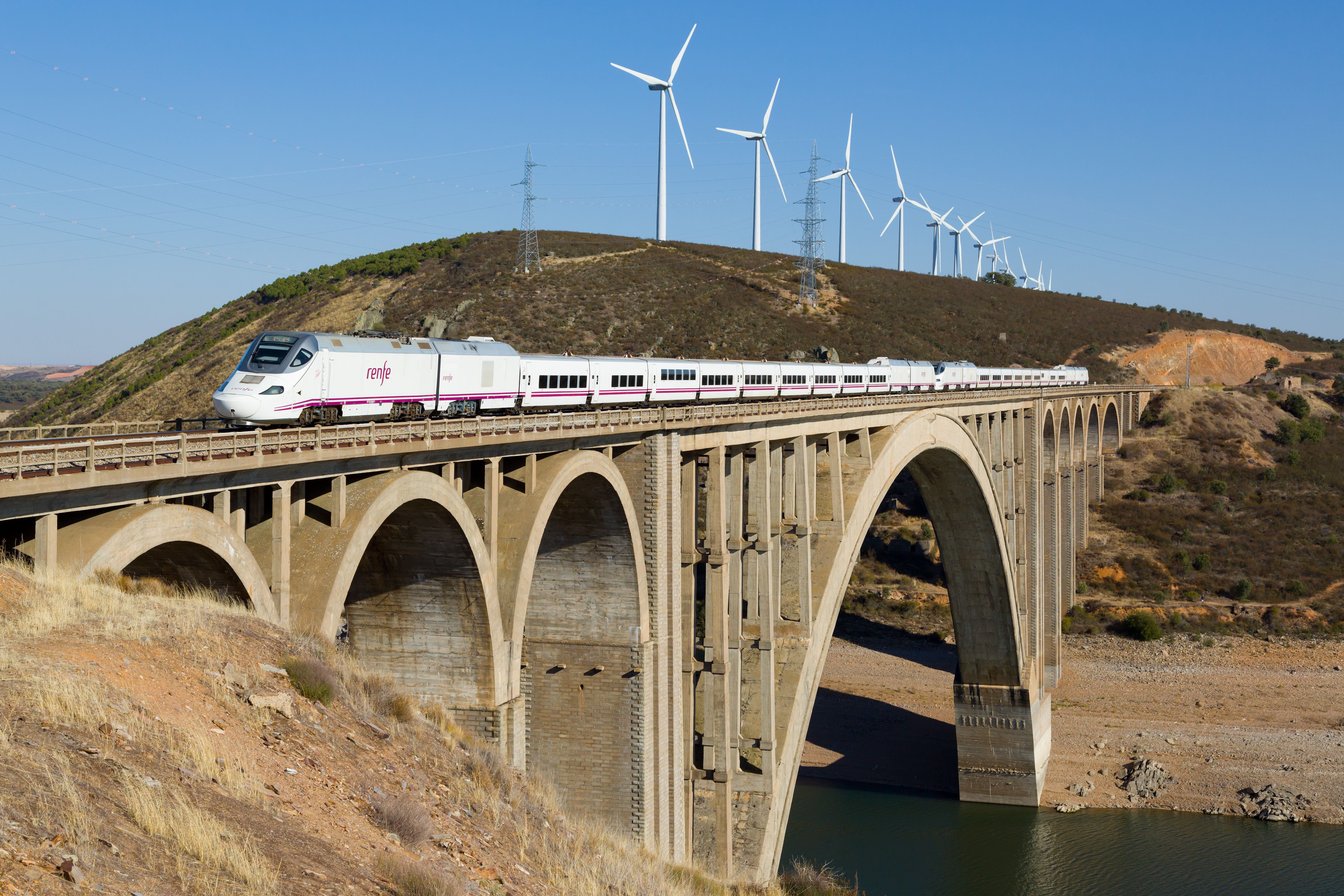

기반 시설(基盤施設), 또는 인프라스트럭처(infrastructure)는 경제 활동의 기반을 형성하는 기초적인 시설과 시스템(fundamental facilities and systems)을 말하며, 도로나 하천, 항만, 공항 등과 같이 경제 활동에 밀접한 사회 자본을 말한다. 흔히 인프라(infra)라고도 부른다. 최근에는 학교나 병원, 공원과 같은 사회 복지, 생활 환경 시설 등도 포함시킨다. 이 "인프라"는 범위를 확장하여, "결제 인프라", "배송 인프라"처럼, "기반"을 뜻하는 용어로 쓰이기도 한다.

## 도로
도로(道路)는 땅 위의 사람이 다니는 길을 두 개 이상으로 서로 연결시켜 놓은 것이다. 보통 도로를 만들 때, 나무와 돌들을 제거하고 평평하게 만들며 땅의 기울기를 알맞게 조절한다. 과거에는 자갈이나 흙, 또는 벽돌로 도로를 만들기도 했으나, 현대에는 콘크리트나 시멘트로 도로를 포장하는 것이 일반적이다. 도로와 인류는 오랜 시간 동안 함께 해왔다. 특히 로마로 이어지는 도로는 아주 유명하며 이에 관한 명언도 있다. 그러나 도로가 있기 전에는 강을 이용한 수상 교통이 크게 발전하였으며, 산업 혁명 때 철도가 모습을 드러낸 뒤로 도로가 많이 생겨나기 시작하였다. 도로는 국가의 세금으로 만드는 것이 보통이며, 간혹 도로 공사비 및 유지 · 보수비를 회수하기 위해 요금소를 설치하기도 한다. 또한 밤중에 운전자와 보행자의 시야와 안전을 확보하기 위하여 도로에 가로등을 설치해 놓기도 한다.

## 같이 보기
- 사회 간접 자본
- 공항
- 서비스형 인프라스트럭처
- 물류
- 메가프로젝트
- 프로젝트 파이낸스